# Pere Sanglada

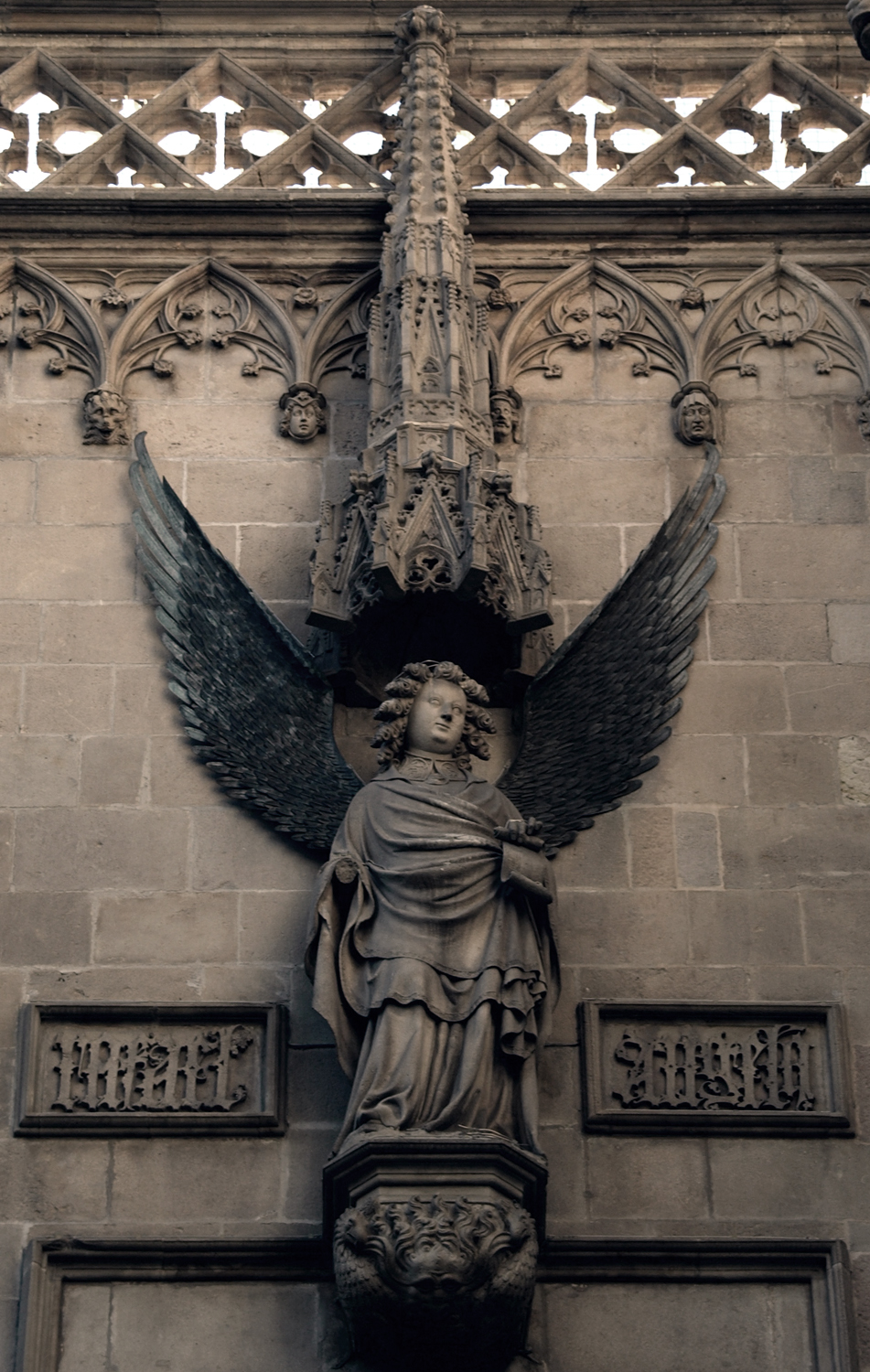
Arcángel San Rafael en la fachada gótica del ayuntamiento de Barcelona

Pere Sanglada o Pere Ça Anglada Fue un escultor muy activo en Barcelona a finales del siglo XIV.
Entre sus obras, la más importante fue la sillería del coro de la catedral de Barcelona, empezada en el año 1394 y finalizada en 1399.
Le enviaron, por orden del cabildo de la catedral, a visitar otros coros por Francia y hacia el norte llegando hasta Flandes, siendo en Brujas donde compró la madera de roble que emplearía en el coro de Barcelona.
Una vez de vuelta del viaje, monta un taller donde se rodea de los mejores artistas del momento en Barcelona, como Antoni Canet o Francesc Morata y algunos que actuaron como aprendices como Pere Oller o Llorenç Reixac, entre todos dejaron lista toda la sillería en cuatro años. 
Se le encargó también la ejecución del púlpito, todo él trabajado con arquitectura gótica y con quince imágenes en toda su circunferencia. También se puede ver en la misma catedral, la imagen yacente del obispo San Olegario, realizado en el año 1406, siendo esta su última obra documentada.
Suyo es, en la fachada gótica del ayuntamiento de Barcelona, el arcángel San Rafael del año 1400.
Se sabe que murió el 11 de marzo de 1408 en Barcelona.